# Mërgim Berisha
Mërgim Berisha (* 11. Mai 1998 in Berchtesgaden) ist ein deutscher Fußballspieler, der auch die kosovarische und albanische Staatsbürgerschaft besitzt. Seit der Saison 23/24 steht der Stürmer bei der TSG 1899 Hoffenheim unter Vertrag.

## Karriere

### Vereine
Der im oberbayerischen Berchtesgaden unmittelbar an der österreichischen Grenze als Sohn kosovo-albanischer Eltern geborene Berisha machte seine fußballerische Ausbildung bei der Fußballakademie des FC Red Bull Salzburg. Im rund 26 Kilometer von Berchtesgaden entfernt liegenden Salzburg besuchte er auch das Gymnasium. Am 7. November 2014 bestritt er unter Trainer Peter Zeidler seinen ersten Einsatz im Profifußball für das Farmteam FC Liefering, als er in der 78. Minute im Spiel gegen die SV Mattersburg eingewechselt wurde. Nur 50 Sekunden nach seiner Einwechslung erzielte er im Alter von 16 Jahren, fünf Monaten und 27 Tagen mit seiner ersten Ballberührung seinen ersten Treffer im Profifußball zum 3:0-Sieg für den FC Liefering.

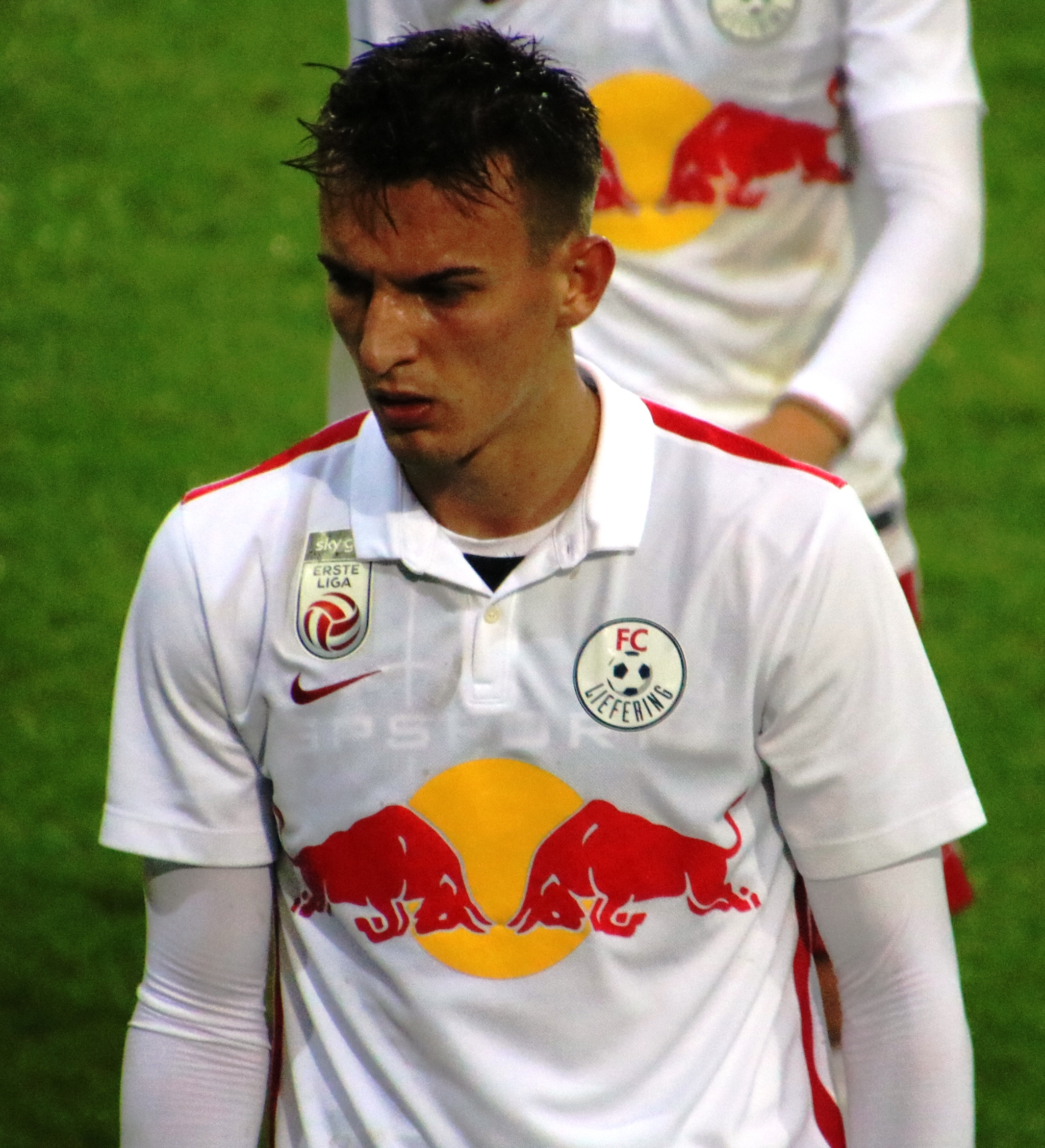
Berisha im FC-Liefering-Trikot (2016)

In der Saison 2015/16 spielte er in der U-19 des FC Red Bull Salzburg in der UEFA Youth League und bei der U19 Champions Trophy in Düsseldorf, wo er zum besten Spieler des Turniers gewählt wurde. 2016/17 gewann er mit Salzburg die Youth League und kam mit sieben Treffern auf den vierten Platz in der Torschützenwertung. Im Januar 2017 erhielt Berisha zudem beim FC Red Bull Salzburg einen bis Juni 2020 gültigen Vertrag. Im April 2017 debütierte er schließlich für die „Bullen“ in der Bundesliga, als er am 27. Spieltag der Saison 2016/17 gegen den SCR Altach in der 77. Minute für Wanderson eingewechselt wurde.
Im August 2017 wurde er an den Ligakonkurrenten LASK verliehen. Zur Saison 2018/19 wurde er nach Deutschland an den Zweitligisten 1. FC Magdeburg weiterverliehen. Zum 31. Dezember 2018 wurde die Leihe vorzeitig beendet. Im Januar 2019 wurde er für eineinhalb Jahre an den österreichischen Bundesligisten SCR Altach weiterverliehen. Nach 31 Einsätzen in der Bundesliga für Altach, in denen er 14 Tore erzielte, wurde er im Januar 2020 zurück nach Salzburg beordert. In Salzburg konnte er sich in seiner ersten Halbsaison nach der Rückkehr allerdings gegen Patson Daka und Hee-Chan Hwang nicht durchsetzen. Bis Saisonende kam er zu acht Bundesligaeinsätzen, in denen er einmal traf.
Nach Hwangs Abgang in der Sommerpause konnte sich Berisha schließlich in Salzburgs Mannschaft etablieren. In der Saison 2020/21 kam er zu 28 Bundesligaeinsätzen, in denen er 14 Tore erzielte. Zudem zeigte er international in der UEFA Champions League mit vier Treffern in den sechs Gruppenspielen seine Torgefährlichkeit auf, dabei erzielte er jeweils ein Tor in den zwei Partien gegen den amtierenden Sieger FC Bayern München. Nachdem er den Saisonbeginn 2021/22 verletzt verpasst hatte, verlor er seinen Stammplatz an den deutschen Neo-Teamspieler Karim Adeyemi und den von Liefering hochgezogenen Benjamin Šeško. So verließ er Salzburg im September 2021 nach 13 Jahren beim Verein schließlich endgültig und wechselte in die Türkei zu Fenerbahçe Istanbul.
Er trug in der Saison 2021/22 mit seinen Torbeteiligungen zur türkischen Vizemeisterschaft vom Fenerbahçe bei, zudem erzielte er in der Europa League 2021/22 gemäß den Fußball-Fans das schönste Tor der Europa-League-Saison. Zu Beginn der Saison 2022/23 spielte er aber keine Rolle mehr und kam nur noch zu einem Kurzeinsatz in der Süper Lig, zumeist stand er nicht im Spieltagskader. Daraufhin kehrte er Ende August 2022 nach Deutschland zurück und schloss sich leihweise dem Bundesligisten FC Augsburg an. Im Folgemonat erzielte er mit dem 1:0-Siegtreffer gegen den FC Bayern München sein erstes Bundesligator und trug somit entscheidend zum ersten Saison-Heimspielsieg seines Vereins sowie zur ersten Saison-Pflichtspielniederlage des Gegners bei.
Zur Saison 2023/2024 wechselte Berisha fest nach Augsburg. Ende August 2023 erfolgte sein ligainterner Wechsel zur TSG 1899 Hoffenheim. Er debütierte für Hoffenheim bereits 3 Tage nach seinem Transfer beim 3:1-Heimsieg gegen den VfL Wolfsburg, aber in den ersten Monaten war er nur der Ersatzspieler hinter Wout Weghorst und Maximilian Beier. Anfang November 2023 verletzte sich Berisha im Training schwer am Kreuzband und fiel nach der notwendigen Operation mehrere Monate aus. Erst zum Start der Spielzeit 2024/25 stand der Stürmer nach seiner Verletzung wieder in einem Pflichtspiel auf dem Spielfeld und erzielte am 14. September 2024 in der Bundesliga gegen Bayer 04 Leverkusen sein erstes Tor für die Hoffenheimer. Doch auch in der neuen Spielzeit konnte sich der Stürmer nicht bei der TSG in die Startformation spielen.
Ende Januar 2025 kehrte Berisha für ein halbes Jahr per Leihe zurück zum FC Augsburg.
Sein Vertrag in Hoffenheim ist bis zum 30. Juni 2027 gültig.

### Nationalmannschaft
Im Oktober 2019 wurde Berisha erstmals für die U21-Nationalmannschaft des DFB nominiert. Sein Debüt gab er im selben Monat gegen die U21-Nationalmannschaft Spaniens. Bei der U21-Europameisterschaft 2021 wurde er mit der Mannschaft Europameister und kam dabei in sechs Turnierspielen zum Einsatz.
Am 17. März 2023 wurde Berisha erstmals in den Kader der deutschen A-Nationalmannschaft berufen. Am 25. März 2023 debütierte er in Mainz beim 2:0-Sieg im Länderspiel gegen die Nationalmannschaft Perus mit Einwechslung in der 75. Minute für Niclas Füllkrug.

## Erfolge
- Im Verein
  - UEFA Youth League: 2017
  - Österreichischer Meister: 2017, 2020, 2021, 2022 1
  - Österreichischer Cupsieger: 2017, 2020, 2021

- In der Nationalmannschaft
  - U21-Europameister: 2021